# Heisman Trophy
L'Heisman Memorial Trophy (conosciuto colloquialmente come Heisman Trophy o the Heisman) è un premio assegnato annualmente al miglior giocatore di football universitario della stagione NCAA. Fu creato nel 1935 come trofeo del Downtown Athletic Club e rinominato nel 1936 dopo la morte del direttore del club atletico, John Heisman (ex giocatore della Brown University e della Rice University; capo-allenatore nel football alla Auburn University, alla Clemson University, alla Rice University e alla University of Pennsylvania oltre allenatore nel football, basketball e baseball e direttore atletico alla Georgia Tech).
Il premio è presentato dall'Heisman Trophy Trust all'inizio di dicembre prima delle gare di playoff della stagione di football dei college.
È il più vecchio tra tutti i diversi premi che onorano il miglior giocatore del college football, compresi il Maxwell Award, il Walter Camp Award e il Premio Giocatore dell'Anno dell'Associated Press.
Il premio del 2005 fu inizialmente vinto da Reggie Bush ma Bush, dopo diverse pressioni, decise di rinunciare al premio nel 2010. La controversie sorsero negli anni seguenti all'assegnazione poiché si scoprì che Bush, durante il suo periodo universitario, aveva accettato dei compensi in denaro, cosa esplicitamente vietata dal regolamento. L'Heisman Trust di conseguenza decise di lasciare il premio del 2005 vacante. Il 24 aprile 2024 il premio fu restituito a Bush dopo quattordici anni.
Il vincitore dell'edizione 2024 è Travis Hunter.

## Legenda
| * | Prima scelta assoluta nel Draft NFL                             | Prima scelta assoluta nel Draft NFL                             | Prima scelta assoluta nel Draft NFL                             | Prima scelta assoluta nel Draft NFL                             | Prima scelta assoluta nel Draft NFL                             |
| † | Indotto nella Pro Football Hall of Fame                         | Indotto nella Pro Football Hall of Fame                         | Indotto nella Pro Football Hall of Fame                         | Indotto nella Pro Football Hall of Fame                         | Indotto nella Pro Football Hall of Fame                         |
| ‡ | Prima scelta assoluta e indotto nella Pro Football Hall of Fame | Prima scelta assoluta e indotto nella Pro Football Hall of Fame | Prima scelta assoluta e indotto nella Pro Football Hall of Fame | Prima scelta assoluta e indotto nella Pro Football Hall of Fame | Prima scelta assoluta e indotto nella Pro Football Hall of Fame |

## Albo d'oro
| Anno | Immagine                                                              | Nome               | College        | Ruolo                        | Punti | % punti |
| ---- | --------------------------------------------------------------------- | ------------------ | -------------- | ---------------------------- | ----- | ------- |
| 1935 |                                                                       | Jay Berwanger*     | Chicago        | Halfback                     | 84    | 43.08%  |
| 1936 |                                                                       | Larry Kelley       | Yale           | End                          | 219   | 36.41%  |
| 1937 |                                                                       | Clint Frank        | Yale           | Halfback                     | 524   | 32.89%  |
| 1938 |                                                                       | Davey O'Brien      | TCU            | Quarterback                  | 519   | 29.62%  |
| 1939 | A picture of Nile Kinnick posing.                                     | Nile Kinnick       | Iowa           | Halfback                     | 651   | 31.00%  |
| 1940 | A picture of Tom Harmon posing.                                       | Tom Harmon*        | Michigan       | Halfback                     | 1,303 | 54.29%  |
| 1941 |                                                                       | Bruce Smith        | Minnesota      | Halfback                     | 554   | 49.99%  |
| 1942 |                                                                       | Frank Sinkwich*    | Georgia        | Halfback                     | 1,059 | 99.69%  |
| 1943 |                                                                       | Angelo Bertelli*   | Notre Dame     | Quarterback                  | 648   | 64.80%  |
| 1944 |                                                                       | Les Horvath        | Ohio State     | Quarterback/Halfback         | 412   | 18.31%  |
| 1945 | A picture of Doc Blanchard posing.                                    | Doc Blanchard      | Army           | Fullback                     | 860   | 33.81%  |
| 1946 | A picture of Glenn Davis posing.                                      | Glenn Davis        | Army           | Halfback                     | 792   | 79.20%  |
| 1947 | Johnny Lujack nel 1948.                                               | Johnny Lujack      | Notre Dame     | Quarterback                  | 742   | 74.20%  |
| 1948 | Doak Walker nel 1948.                                                 | Doak Walker†       | SMU            | Halfback                     | 778   | 28.56%  |
| 1949 |                                                                       | Leon Hart*         | Notre Dame     | End                          | 995   | 36.53%  |
| 1950 |                                                                       | Vic Janowicz       | Ohio State     | Halfback/Punter              | 633   | 22.03%  |
| 1951 |                                                                       | Dick Kazmaier      | Princeton      | Halfback                     | 1,777 | 60.01%  |
| 1952 |                                                                       | Billy Vessels      | Oklahoma       | Halfback                     | 525   | 14.32%  |
| 1953 |                                                                       | Johnny Lattner     | Notre Dame     | Halfback                     | 1,850 | 49.14%  |
| 1954 |                                                                       | Alan Ameche        | Wisconsin      | Fullback                     | 1,068 | 27.01%  |
| 1955 | A picture of Howard Cassady posing.                                   | Howard Cassady     | Ohio State     | Halfback                     | 2,219 | 55.87%  |
| 1956 |                                                                       | Paul Hornung‡      | Notre Dame     | Quarterback                  | 1,066 | 26.96%  |
| 1957 | A picture of John David Crow posing.                                  | John David Crow    | Texas A&M      | Halfback                     | 1,183 | 31.12%  |
| 1958 | A picture of Pete Dawkins posing.                                     | Pete Dawkins       | Army           | Halfback                     | 1,394 | 39.01%  |
| 1959 |                                                                       | Billy Cannon*      | LSU            | Halfback                     | 1,929 | 53.72%  |
| 1960 |                                                                       | Joe Bellino        | Navy           | Halfback                     | 1,793 | 52.89%  |
| 1961 |                                                                       | Ernie Davis*       | Syracuse       | Halfback/Linebacker/Fullback | 824   | 25.18%  |
| 1962 |                                                                       | Terry Baker*       | Oregon State   | Quarterback                  | 707   | 21.25%  |
| 1963 | A picture of Roger Staubach posing.                                   | Roger Staubach†    | Navy           | Quarterback                  | 1,860 | 55.21%  |
| 1964 |                                                                       | John Huarte        | Notre Dame     | Quarterback                  | 1,026 | 30.98%  |
| 1965 |                                                                       | Mike Garrett       | USC            | Halfback                     | 926   | 26.61%  |
| 1966 |                                                                       | Steve Spurrier     | Florida        | Quarterback                  | 1,679 | 48.25%  |
| 1967 |                                                                       | Gary Beban         | UCLA           | Quarterback                  | 1,968 | 63.50%  |
| 1968 | A picture of O.J. Simpson posing.                                     | O. J. Simpson‡     | USC            | Halfback                     | 2,853 | 80.64%  |
| 1969 |                                                                       | Steve Owens        | Oklahoma       | Fullback                     | 1,488 | 40.92%  |
| 1970 | A picture of Jim Plunkett on a phone.                                 | Jim Plunkett*      | Stanford       | Quarterback                  | 2,229 | 58.78%  |
| 1971 |                                                                       | Pat Sullivan       | Auburn         | Quarterback                  | 1,597 | 42.25%  |
| 1972 |                                                                       | Johnny Rodgers     | Nebraska       | Wide Receiver/Running back   | 1,310 | 38.75%  |
| 1973 |                                                                       | John Cappelletti   | Penn State     | Running back                 | 1,057 | 32.78%  |
| 1974 | A picture of Archie Griffin on a phone.                               | Archie Griffin     | Ohio State     | Running back                 | 1,920 | 59.53%  |
| 1975 | A picture of Archie Griffin on a phone.                               | Archie Griffin     | Ohio State     | Running back                 | 1,800 | 57.64%  |
| 1976 | A picture of Tony Dorsett on a phone.                                 | Tony Dorsett†      | Pittsburgh     | Running back                 | 2,357 | 74.97%  |
| 1977 |                                                                       | Earl Campbell‡     | Texas          | Running back                 | 1,547 | 49.11%  |
| 1978 |                                                                       | Billy Sims*        | Oklahoma       | Running back                 | 1,896 | 26.25%  |
| 1979 |                                                                       | Charles White      | USC            | Running back                 | 1,695 | 53.81%  |
| 1980 |                                                                       | George Rogers*     | South Carolina | Running back                 | 1,128 | 35.81%  |
| 1981 | A picture of Marcus Allen golfing.                                    | Marcus Allen†      | USC            | Running back                 | 1,797 | 57.05%  |
| 1982 | A picture of Herschel Walker posing.                                  | Herschel Walker    | Georgia        | Running back                 | 1,926 | 61.14%  |
| 1983 | A picture of Mike Rozier playing for the Houston Oilers.              | Mike Rozier        | Nebraska       | Running back                 | 1,801 | 57.17%  |
| 1984 | A picture of Doug Flutie posing.                                      | Doug Flutie        | Boston College | Quarterback                  | 2,240 | 71.11%  |
| 1985 | A picture of Bo Jackson signing a football.                           | Bo Jackson*        | Auburn         | Running back                 | 1,509 | 47.90%  |
| 1986 |                                                                       | Vinny Testaverde*  | Miami          | Quarterback                  | 2,213 | 70.25%  |
| 1987 | A picture of Tim Brown wearing a jersey.                              | Tim Brown          | Notre Dame     | Wide receiver                | 1,442 | 45.78%  |
| 1988 | A picture of Barry Sanders posing.                                    | Barry Sanders†     | Oklahoma State | Running back                 | 1,878 | 68.27%  |
| 1989 | A picture of Andre Ware wearing pads.                                 | Andre Ware         | Houston        | Quarterback                  | 1,073 | 38.96%  |
| 1990 | A picture of Ty Detmer wearing a button down.                         | Ty Detmer          | BYU            | Quarterback                  | 1,482 | 53.87%  |
| 1991 |                                                                       | Desmond Howard     | Michigan       | Wide receiver                | 2,077 | 75.50%  |
| 1992 |                                                                       | Gino Torretta      | Miami          | Quarterback                  | 1,400 | 50.84%  |
| 1993 | A picture of Charlie Ward wearing a football uniform.                 | Charlie Ward       | Florida State  | Quarterback                  | 2,310 | 83.79%  |
| 1994 |                                                                       | Rashaan Salaam     | Colorado       | Running back                 | 1,743 | 63.15%  |
| 1995 | A picture of Eddie George wearing sunglasses.                         | Eddie George       | Ohio State     | Running back                 | 1,460 | 52.84%  |
| 1996 | A picture of Danny Wuerffel giving a speech.                          | Danny Wuerffel     | Florida        | Quarterback                  | 1,363 | 49.38%  |
| 1997 | A picture of Charles Woodson signing an autograph.                    | Charles Woodson    | Michigan       | Cornerback/Punt returner     | 1,815 | 65.69%  |
| 1998 | A picture of Ricky Williams while playing for the Dolphins.           | Ricky Williams     | Texas          | Running back                 | 2,355 | 85.23%  |
| 1999 | Ron Dayne nel 2010.                                                   | Ron Dayne          | Wisconsin      | Running back                 | 2,042 | 73.83%  |
| 2000 | A picture of Chris Weinke at a podium.                                | Chris Weinke       | Florida State  | Quarterback                  | 1,628 | 58.86%  |
| 2001 | -                                                                     | Eric Crouch        | Nebraska       | Quarterback                  | 770   | 27.75%  |
| 2002 | A picture of Carson Palmer playing for the Raiders.                   | Carson Palmer*     | USC            | Quarterback                  | 1,328 | 48.01%  |
| 2003 | A picture of Jason White while with the Sooners.                      | Jason White        | Oklahoma       | Quarterback                  | 1,481 | 53.54%  |
| 2004 | A picture of Matt Leinart holding his Heisman trophy.                 | Matt Leinart       | USC            | Quarterback                  | 1,325 | 47.85%  |
| 2005 | A picture of Reggie Bush at a USC celebration.                        | Reggie Bush        | USC            | Running back                 | 2,541 | 91.77%  |
| 2006 | A picture of Troy Smith throwing a pass.                              | Troy Smith         | Ohio State     | Quarterback                  | 2,540 | 91.63%  |
| 2007 | A picture of Tim Tebow throwing a pass.                               | Tim Tebow          | Florida        | Quarterback                  | 1,957 | 70.52%  |
| 2008 |                                                                       | Sam Bradford*      | Oklahoma       | Quarterback                  | 1,726 | 62.13%  |
| 2009 | A picture of Mark Ingram at the White House.                          | Mark Ingram        | Alabama        | Running back                 | 1,304 | 46.99%  |
| 2010 | A picture of Cam Newton with glasses on.                              | Cam Newton*        | Auburn         | Quarterback                  | 2,263 | 81.55%  |
| 2011 | A picture of Robert Griffin posing.                                   | Robert Griffin III | Baylor         | Quarterback                  | 1,687 | 60.66%  |
| 2012 | A picture of Johnny Manziel while holding the football during a game. | Johnny Manziel     | Texas A&M      | Quarterback                  | 2,029 | 72.88%  |
| 2013 | A picture of Jameis Winston while shaking someone's hand.             | Jameis Winston*    | Florida State  | Quarterback                  | 2,205 | 79.20%  |
| 2014 | Marcus Mariota che lancia un passaggio                                | Marcus Mariota     | Oregon         | Quarterback                  | 2.534 | 90,92%  |
| 2015 | A picture of Derrick Henry running with a football during a game.     | Derrick Henry      | Alabama        | Running back                 | 1.832 | 65,73%  |
| 2016 |                                                                       | Lamar Jackson      | Louisville     | Quarterback                  | 2.144 | 79,50%  |
| 2017 |                                                                       | Baker Mayfield*    | Oklahoma       | Quarterback                  | 2.398 | 86,04%  |
| 2018 |                                                                       | Kyler Murray*      | Oklahoma       | Quarterback                  | 2.167 | 77,75%  |
| 2019 |                                                                       | Joe Burrow*        | LSU            | Quarterback                  | 2.608 | 97,38%  |
| 2020 |                                                                       | DeVonta Smith      | Alabama        | Wide receiver                | 1.856 | 36,2%   |
| 2021 |                                                                       | Bryce Young*       | Alabama        | Quarterback                  | 2.311 | 83,0%   |
| 2022 |                                                                       | Caleb Williams*    | USC            | Quarterback                  | 2.031 | 72,87%  |
| 2023 |                                                                       | Jayden Daniels     | LSU            | Quarterback                  | 2.029 | 72,22%  |
| 2024 |                                                                       | Travis Hunter      | Colorado       | Wide receiver, Cornerback    | 2.231 | 72,22%  |